# Aleksandr Barkov
Aleksandr Barkov (ros. Александр Александрович Барков, trb. Aleksandr Aleksandrowicz Barkow; ur. 2 września 1995 w Tampere) – fiński hokeista pochodzenia rosyjskiego. Reprezentant Finlandii, olimpijczyk. Podczas draftu NHL w roku 2013 wybrany jako drugi, jednocześnie stając się najwyżej wybranym Europejczykiem tego draftu.

## Rodzina i pochodzenie
Ma rosyjskich rodziców. Jego ojciec Aleksandr Barkow także był hokeistą i w latach 1994-2004 grał w fińskim klubie Tappara w mieście Tampere, gdzie urodził się jego syn, który nosi nazwisko zgodnie z transkypcją fińską.

## Kariera klubowa
- Tappara U16 (2009-2010)
- Tappara U18 (2010-2011)
- Tappara U20 (2010-2011)
- Tappara (2011-2013)
- Florida Panthers (2013-)

Wychowanek klubu Tappara w Tampere. Błyskawicznie awansował od juniorskich drużyn klubu do seniorskiego zespołu. Jeszcze w 2009 grał w ekipie do lat 16, rok później w zespołach do lat 18 i do lat 20, a od 2011 występuje w pierwszej, seniorskiej i zawodowej drużynie Tappara w rozgrywkach SM-liiga. W maju 2012 w drafcie juniorów KHL został wybrany przez klub Łokomotiw Jarosław z numerem 2. W styczniu 2012 przedłużył kontrakt z klubem o trzy lata. 30 czerwca 2013 w drafcie NHL z 2013 został wybrany przez Florida Panthers z numerem 2. W lipcu 2013 podpisał kontrakt z tym klubem na występy w NHL. W styczniu 2016 przedłużył kontrakt o sześć lat. Od sezonu NHL (2018/2019) kapitan drużyny.

## Kariera reprezentacyjna
Został reprezentantem Finlandii. Grał w kadrach juniorskich kraju do lat 16 i 17, a następnie na mistrzostwach świata do lat 18 edycji 2012, do lat 20 edycji 2012, 2013 (odpowiednio w wieku 18 i 19 lat).
W kadrze seniorskiej uczestniczył w turniejach zimowych igrzysk olimpijskich 2014 (po rozegraniu dwóch meczów dalsze jego występy wykluczyła kontuzja), mistrzostw świata w 2015, 2016, Pucharu Świata 2016.

## Sukcesy
Reprezentacyjne
- Brązowy medal zimowych igrzysk olimpijskich: 2014
- Srebrny medal mistrzostw świata: 2016

Klubowe
- Srebrny medal mistrzostw Finlandii: 2013 z Tappara

Indywidualne
- Mistrzostwa świata do lat 18 w hokeju na lodzie mężczyzn 2012/Elita:
  - Drugie miejsce w klasyfikacji skuteczności wygrywanych wznowień w turnieju: 65,14%[5]
- Hokej na lodzie na Zimowych Igrzyskach Olimpijskich 2014 – turniej mężczyzn:
  - Pierwsze miejsce w klasyfikacji skuteczności wygrywanych wznowień: 83,33%[6]
- Występ w Meczu Gwiazd NHL w sezonie 2017-2018